# Ren Narita
Ren Narita (成田 蓮, Narita Ren) (né le 29 novembre 1997 à Aomori, Japon) est un catcheur (lutteur professionnel) japonais, qui travaille pour la New Japan Pro Wrestling.

## Carrière de catcheur

### New Japan Pro Wrestling (2017–...)

#### Excursion aux États-Unis (2019–2022)
Le 9 octobre 2021, il perd contre Tom Lawlor et ne remporte pas le Strong Openweight Championship.

#### Retour d'excursion (2022–2023)
Lors de Declaration Of Power, il effectue son retour d'excursion en faisant équipe avec David Finlay et Robbie Eagles pour battre Suzuki-gun (DOUKI, El Desperado et Yoshinobu Kanemaru).
Lors de Wrestle Kingdom 17, il perd en finale contre Zack Sabre, Jr. et ne devient pas le premier NJPW World Television Champion.
Lors de The New Beginning In Osaka 2023, lui, El Desperado et Minoru Suzuki battent House Of Torture (Evil, Yujiro Takahashi et Sho) et remportent les NEVER Openweight 6-Man Tag Team Championship. Le 3 avril, ils conservent leur titres contre House Of Torture (Evil, Yujiro Takahashi et Sho). Lors de Wrestling Dontaku 2023, ils perdent les titres contre Chaos (Kazuchika Okada et Tomohiro Ishii) et Hiroshi Tanahashi.
Son ascension rapide dans les rangs de la NJPW conduit la promotion à annoncer la formation des Reiwa Three Musketeers, le 30 juin, composée de Narita, Shota Umino et Yota Tsuji, la distinction remontant à 1988, lorsque Masahiro Chōno, Shinya Hashimoto et Keiji Mutō ont été nommés les Trois Mousquetaires originaux lors d'une excursion ensemble à Porto Rico et plus tard en 2004 à Hiroshi Tanahashi, Shinsuke Nakamura et Katsuyori Shibata en tant que New Three Musketeers, chacun devenant des figures indélébiles de l'histoire de NJPW.

#### House Of Torture (2023–...)
Le 6 décembre, il attaque son coéquipier de la World Tag League, Shota Umino, et rejoint la House of Torture, effectuant pour la premiére fois de sa carriére un Heel Turn.
Lors de NOAH The New Year 2024, lui, Dick Togo, Evil, Sho, Yoshinobu Kanemaru et Yujiro Takahashi perdent contre Daiki Inaba, Junta Miyawaki, Kaito Kiyomiya, Ryohei Oiwa, Shota Umino et Shūji Kondō dans un Twelve Man Tag Team Elimination Match. Lors de Wrestle Kingdom 18, lui et Evil battent Kaito Kiyomiya et Shota Umino.

## Palmarès
- New Japan Pro Wrestling
  - 1 fois NEVER Openweight 6-Man Tag Team Championship avec El Desperado et Minoru Suzuki

## Récompenses des magazines
- Pro Wrestling Illustrated

| Année | 2021 | 2022       | 2023 | 2024 |
| ----- | ---- | ---------- | ---- | ---- |
| Rang  | 428  | Non classé | 205  | 182  |